# Plan vectoriel
Cet article court présente un sujet plus développé dans : Dimension d'un espace vectoriel et Plan (mathématiques).
Un plan vectoriel (ou plus simplement un plan) est un espace vectoriel P de dimension 2 sur un corps K. Autrement dit, P est un espace vectoriel engendré par deux vecteurs non colinéaires. 
Tout couple {\displaystyle (u,v)} de vecteurs non colinéaires de P forme une base de P. Par exemple, K2 est un plan vectoriel sur K. Comme les K-espaces vectoriels sont classifiés par leurs dimensions, tout plan vectoriel est isomorphe à K2. Un isomorphisme explicite est ici donné par 
{\displaystyle {\begin{matrix}K^{2}&\to &P\\(\lambda ,\mu )&\mapsto &\lambda u+\mu v.\end{matrix}}}